# Любинское княжество
Любинское княжество (пол. Księstwo Lubińskie) или Герцогство Любен (нем. Herzogtum Lüben) — одно из княжеств, расположенное в Нижней Силезии со столицей в Любине.

## История
При разделе Силезии в 1248 году Любин вошёл в состав Легницкого княжества, а в следующем году стал частью Глогувского княжества . В 1317 году, в результате раздела Глогувского княжества, Любин стал частью Сцинавского княжества, чей князь Ян передал его в залог Легницкому князю Болеславу III Расточителю. В 1337 году братья Яна выкупили при посредничестве короля Чехии Яна Люксембургского у него права на Сцинавское княжество, но Любин в эту сделку не вошёл и остался за легницкими князьями.
В 1345 году сыновья Болеслава III Расточителя Вацлав I Легницкий и Людвик I Бжегский разделили свои владения, в результате чего Любин вместе с Хойнувом и Злоторыей достались Вацлаву. Раздел просуществовал год: в 1346 году Вацлав заключил с Людвиком новый договор, по условиям которого он отказался от Легницы в обмен на то, что, будучи убеждён в тяжёлом состоянии здоровья Вацлава, он должен был стать его наследником в Легнице, даже в случае рождения у него сыновей. На время Людвик получил дворец в Бычине и ежегодную пенсию в размере 400 гривен серебра.
Вскоре оказалось, однако, что Вацлав, несмотря на плохое состояние здоровья, вовсе не собирается умирать. Ситуация ещё более осложняется после рождения Руперта, первого из четырёх сыновей Вацлава. Теперь Вацлав захотел заставить младшего брата Людвика отказаться от своего права наследования и перестал выплачивать ему ежегодную пенсию. На отложенные средства Людвик в 1348 году приобрёл у своего отца Болеслава III Расточителя город Любин и переехал туда вместе с семьёй.
Людвик правил в Любине до своей смерти в 1398 году, с 1358 года объединив его с Бжегским княжеством. В октябре 1400 года его внуки Генрих IX Любинский и Людвик II Бжегский разделили своё наследство. Генриху IX достались Любин, Хойнув и Олава, снова ставшие отдельными княжествами. После смерти Генриха IX в 1419/1420 году Любин и Хойнув досталась его старшему сыну Руперту II. Руперт умер бездетным в 1431 году, и его владения перешли к младшему брату Людвику III Олавскому.
Сыновья Людвика III Иоганн I Любинский и Генрих X Хойнувский совместно правили в Любине с 1441 по 1446 годы, когда решили продать княжество Глогувскому князю Генриху IX.  Глогувские князья владели Любином до 1482 года; в этом году завершилась долгая борьба за право владеть Глогувом между князем Яном II Жаганьским, курфюрстом Бранденбурга Альбертом III Ахиллесом и венгерским королём Матьяшем Хуньяди. Глогув достался Яну Жаганьскому, но многолетняя война потребовала значительных средств, и Любин в третий раз в своей истории был продан. Его новым владельцем стал князь Фридрих I Легницкий, после смерти которого в 1488 году его сыновья стали совместно править в едином Легницко-Бжегском княжестве, а Любин утерял статус самостоятельного княжества. Это положение сохранялось до 1505 года, когда пути Легницы и Бжега вновь на время разошлись, и Любин, вновь ставший княжеством, вместе с Бжегом достался младшему брату Георгу I Бжегскому.
Георг I умер в 1521 году, завещав Любинское княжество в качестве вдовьего удела своей жене Анне Померанской. Анна правила в Любине до 1550 года, после чего княжество отошло к племяннику её мужа Фридриху III Легницкому. Фридрих стал последним самостоятельным князем Любина — в 1551 году он был изгнан из своих владений, новым князем был объявлен его старший сын Генрих XI Легницкий, а Любин стал частью Легницкого княжества, разделив его дальнейшую судьбу.

## Князья Любинские
| #                                                   | Портрет                        | Имя (годы жизни)                                                            | Родители                                                   | Годы правления | Примечания |
| --------------------------------------------------- | ------------------------------ | --------------------------------------------------------------------------- | ---------------------------------------------------------- | -------------- | --- |
| 1                                                   |                                | Людвик I Бжегский (1313/1321 — 6/23 декабря 1398)                           | Болеслав III Расточитель Маркета Пржемысловна              | 1348-1398      | князь Легницкий (с 1342 по 1346 год), князь Бжегский (с 1358 по 1398 год), князь Хойнувский (с 1359 по 1398 год)                                      |
| В составе Бжегского княжества                       | В составе Бжегского княжества  | В составе Бжегского княжества                                               | В составе Бжегского княжества                              | 1398-1400      | |
| 2                                                   |                                | Генрих IX Любинский (ок. 1369 — 9 января 1419/5 апреля 1420)                | Генрих VII Бжегский Елена Орламюнде                        | 1400-1419/1420 | князь Бжегский (с 1399 по 1400 год), князь Олавский (с 1400 по 1419/1420 год), князь Хойнувский (с 1400 по 1419/1420 год)                             |
| 3                                                   |                                | Руперт II Любинский (1396/1402 — 24 сентября 1431)                          | Генрих IX Любинский Анна Цешинская                         | 1419/1420-1431 | князь Хойнувский (с 1419/1420 по 1431 год) |
| 4                                                   |                                | Людвик III Олавский (до 1405 — до 18 июня 1441)                             | Генрих IX Любинский Анна Цешинская                         | 1431-1441      | князь Олавский (с 1419/1420 по 1441 год), князь Хойнувский (с 1431 по 1441 год)                                                                       |
| 5                                                   |                                | Иоганн I Любинский (ок. 1425 — после 21 ноября 1453)                        | Людвик III Олавский Маргарита Опольская                    | 1441-1446      | князь Бжегский (с 1443 по 1450 год), князь Хойнувский (с 1441 по 1453 год)                                                                            |
| 6                                                   |                                | Генрих X Хойнувский (ок. 1426 — до 28 мая 1452)                             | Людвик III Олавский Маргарита Опольская                    | 1441-1446      | князь Бжегский (с 1443 по 1450 год), князь Хойнувский (с 1441 по 1452 год)                                                                            |
| 7                                                   |                                | Генрик IX Глогувский (1387/1392 — 11 ноября 1467)                           | Генрик VIII Глогувский Катарина Опольская                  | 1446-1467      | князь Глогувский (с 1397 по 1467 год), князь Жаганьский (с 1403 по 1412 год)                                                                          |
| 8                                                   |                                | Генрик XI Глогувский (1429/1435 — 22 февраля 1476)                          | Генрик IX Глогувский Ядвига Олесницкая                     | 1467-1476      | князь Глогувский (с 1467 по 1476 год) |
| 9                                                   |                                | Ян II Безумный (16 июня 1435 — 22 сентября 1504)                            | Ян I Жаганьский Схоластика Саксонская                      | 1476-1482      | князь Глогувский (с 1476 по 1488 год), князь Жаганьский (с 1439 по 1449, с 1461 по 1468 и в 1472 годах), князь Пшевузский (с 1439 по 1472 год)        |
| 10                                                  |                                | Фридрих I Легницкий (3 мая 1446 — 9 мая 1488)                               | Иоганн I Любинский Ядвига Легницкая                        | 1482-1488      | князь Легницкий (с 1454 по 1488 год), князь Хойнувский (с 1453 по 1488 год), князь Бжегский (с 1481 по 1488 год), князь Олавский (с 1454 по 1488 год) |
| В составе Легницкого княжества                      | В составе Легницкого княжества | В составе Легницкого княжества                                              | В составе Легницкого княжества                             | 1488-1505      | |
| 11                                                  |                                | Георг I Бжегский (1481/1483 — 30 августа 1521)                              | Фридрих I Легницкий Людмила из Подебрад                    | 1505-1521      | князь Легницкий (с 1488 по 1505 год), князь Бжегский (с 1503 по 1521 год), князь Олавский (с 1503 по 1505 год)                                        |
| 12                                                  |                                | Анна Померанская жена князя Георга I Бжегского (1491/1492 — 25 апреля 1550) | Богуслав X, герцог Померанский Анна Ягеллонка              | 1521-1550      | Вдовий удел |
| 13                                                  |                                | Фридрих III Легницкий (22 февраля 1520 — 15 декабря 1570)                   | Фридрих II Легницкий София Бранденбург-Ансбах-Кульмбахская | 1550-1551      | князь Легницкий (с 1547 по 1551 и с 1556 по 1559 год)                                                                                                 |
| В 1551 году вернулось в состав Легницкого княжества |                                |                                                                             |                                                            |                | |